# Dvorní rybník (Lvová)
Dvorní rybník je rybník o rozloze vodní plochy 3,3 ha nalézající se na Panenském potoce potoce u železniční zastávky Lvová v okrese Liberec. Po hrázi rybníka vedou zelená a žlutá turistická značka k zámku Lemberk.
Rybník je využíván pro chov ryb.

## Historie
Rybník vznikl společně s hospodářským dvorem u zámku Lemberk, jeho existence je doložena na mapách z 1. vojenského mapování z let 1764-1768.

## Galerie

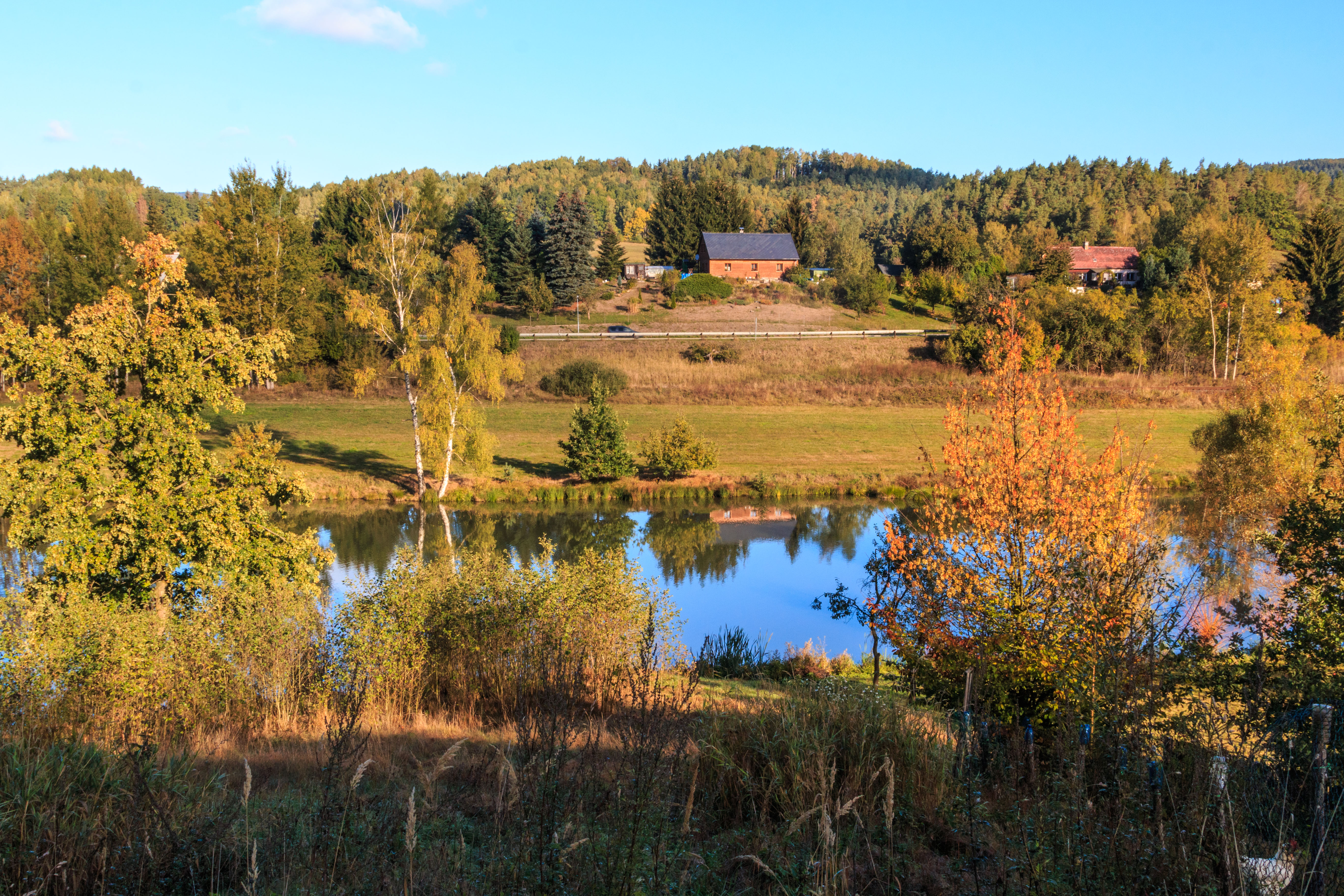
pohled na Dvorský rybník u Lvové
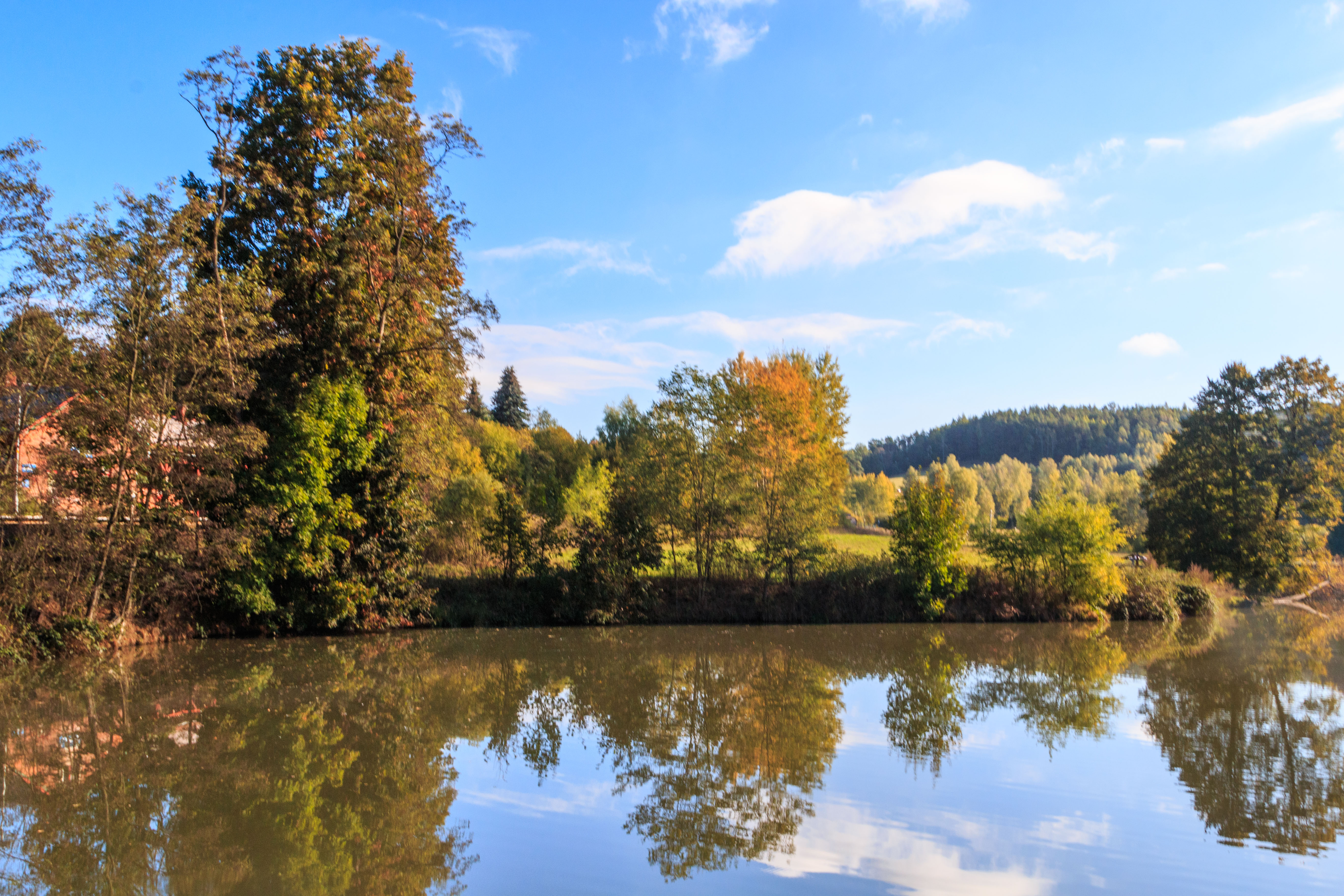
pohled na Dvorský rybník u Lvové
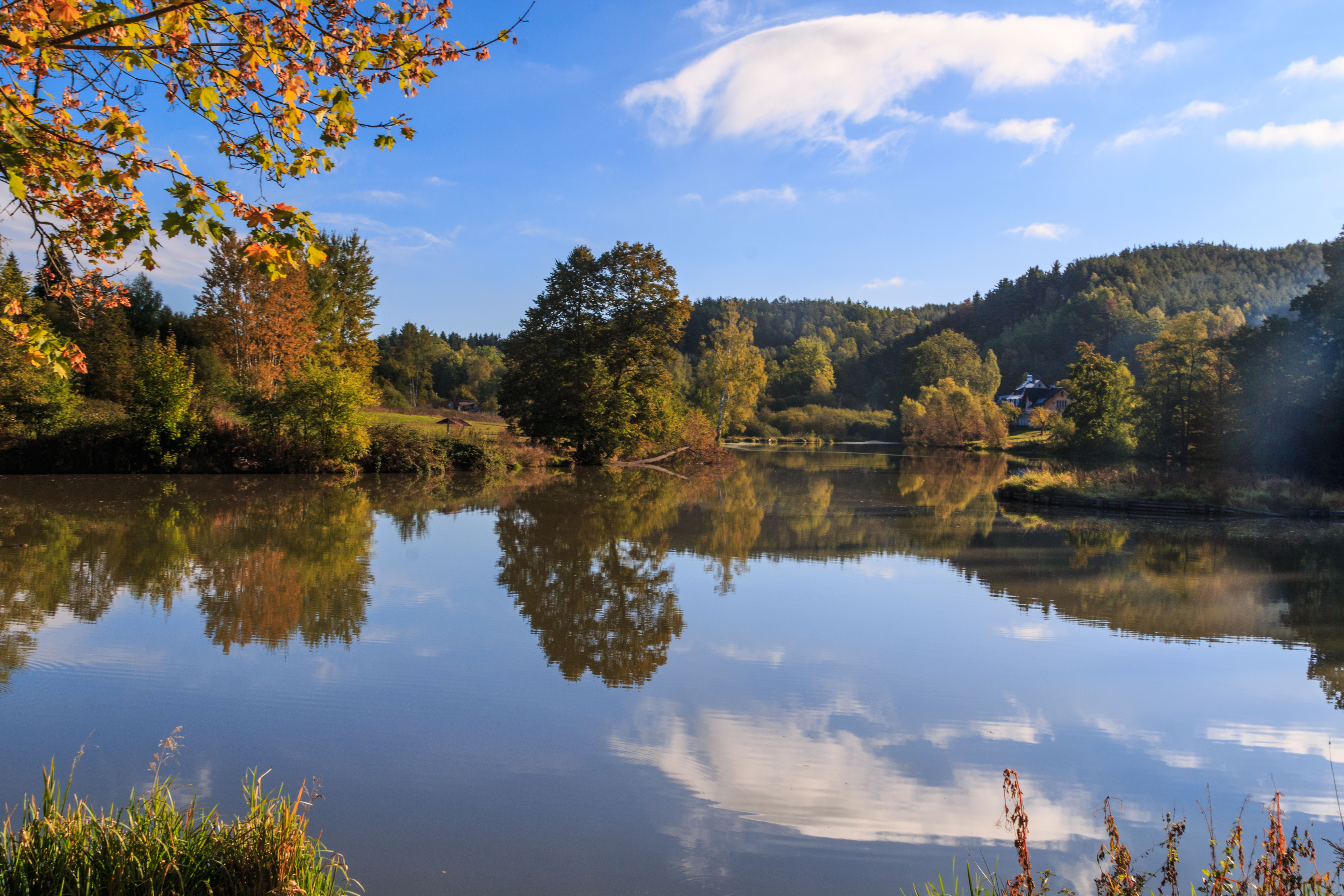
pohled na Dvorský rybník u Lvové